# MyTV SUPER無綫電視劇集列表
本列表列出由香港MyTV SUPER所播放的電視及網絡劇集。

## 2016年
| 首播日期        | 集數 | 來源 | 劇名               | 主演                                                 | 編審   | 監製   | 備註                       |
| 5月28日- 6月4日 | 2    | 香港 | 愛情來的時候2      | 佘詩曼、馬國明、黃翠如、周柏豪、黃浩然               | 陳鳳珊 | 陳旭亮 | 德國、臺灣外景             |
| 6月4日          | 20   | 香港 | 性在有情           | 張兆輝、陳敏之、阮兆祥、江美儀、許紹雄、陳嘉佳       | 梁恩東 | 文偉鴻 |                            |
| 10月1日         | 30   | 香港 | 巾幗梟雄之諜血長天 | 黎耀祥、胡杏兒、蕭正楠、馬賽、謝雪心、劉江           | 葉廣蔭 | 李添勝 | 上海、佛山、中山、清遠外景 |
| 12月24日        | 36   | 香港 | 無間道             | 羅嘉良、劉松仁、羅仲謙、廖碧兒、蘇麗珊、王陽、任賢齊 |        | 梁家樹 | 外購劇（愛奇藝）           |

## 2018年
| 首播日期 | 集數 | 來源 | 劇名                   | 主演 | 編審 | 監製          | 備註                                  |
| 2018年   | 3    | 香港 | 鄰舎                   | 每集演出不同 |      |               | 外購劇（M21.hk)                       |
| 2018年   | 1    | 香港 | 擇星之夢               | 不詳 |      |               | 外購劇（M21.hk）                      |
| 2018年   | 1    | 香港 | 愛你·痛你              | 不詳 |      |               | 外購劇（M21.hk）                      |
| 2018年   | 1    | 香港 | 雞蛋裏的夢想           | 不詳 |      |               | 外購劇（M21.hk）                      |
| 2018年   | 1    | 香港 | Cycle                  | 不詳 |      |               | 外購劇（M21.hk）                      |
| 2018年   | 1    | 香港 | 初戀·限量發售          | 不詳 |      |               | 外購劇（M21.hk）                      |
| 2018年   | 1    | 香港 | 尾行                   | 杜小喬、鄭子誠 |      |               | 外購劇（M21.hk)                       |
| 2018年   | 1    | 香港 | 這是我心裏最柔軟的地方 | 不詳 |      |               | 外購劇（M21.hk）                      |
| 2018年   | 1    | 香港 | 更大的監獄             | 江嘉敏 |      |               | 外購劇（M21.hk），2014年在YouTube首播 |
| 2018年   | 1    | 香港 | Dummy                  | 不詳 |      |               | 外購劇（M21.hk）                      |
| 2018年   | 1    | 香港 | 耀眼噪音               | 不詳 |      |               | 外購劇（M21.hk）                      |
| 2018年   | 1    | 香港 | 屍暴                   | 不詳 |      |               | 外購劇（M21.hk）                      |
| 4月6日   | 30   | 中港 | 飛虎之潛行極戰         | 苗僑偉、張兆輝、黃宗澤、吳卓羲、王敏德、吳岱融、梁烈唯、王敏奕、黃智雯、陳凱琳、高海寧、伍詠薇、龔慈恩、陳山聰、黃子恆、鄭雪兒、何佩瑜、吳思佳、劉美娟 | 馬焱 | 樂易玲 李惠民 | 中港合拍                              |
| 4月9日   | 36   | 中港 | 冒險王衛斯理           | 余文樂、胡然、任達華、林家棟、文詠珊、黃浩然、楊蓉、倉田保昭、伍允龍、何浩文、文凱玲、徐冬冬、葉相明、張秀文                                           |      |               | 外購劇(愛奇藝、星王朝有限公司)        |

## 2020年
| 首播日期 | 集數 | 來源 | 劇名           | 主演                                                                                           | 編審                 | 監製          | 備註                                                    |
| 10月12日 | 37   | 中港 | 使徒行者3      | 林峯、苗僑偉、馬國明、袁偉豪、黃智雯 黃翠如、蔡思貝、張振朗、許紹雄、洪永城 連詩雅、林宣妤     | 葉天成 黎倩儀 羅佩清 | 蘇萬聰 蘇嘉敏 | 企鵝影視合拍劇 53週年台慶劇                             |
| 11月2日  | 28   | 中港 | 踩過界II       | 王浩信、張振朗、蔡思貝、張曦雯、秦沛、 姜麗文、簡淑兒、秦煌、黃子恆、張國強、 潘志文、鄧佩儀   | 黃偉強 馮日進 鍾若詩 | 林志華        | 愛奇藝合拍劇 53週年台慶劇                               |
| 11月16日 | 25   | 香港 | 大步走         | 陳山聰、姚子羚、張達倫、劉穎鏇、羅天宇、 陳自瑤、胡諾言、趙希洛、蔣志光、張國強、 泰臣、林子善 | 盧美雲               | 黃偉聲        | myTV Gold原創劇                                         |
| 12月4日  | 6    | 中港 | 非凡三俠       | 張智霖、黃宗澤、周秀娜、陳豪、王浩信、 王敏德、商天娥、鄭丹瑞、沈震軒、吳業坤                  | 陳十三               | 樂易玲 鄧衍成 | myTV Gold原創劇 合拍網劇及電視劇 雙威集團與邵氏兄弟合作 |
| 12月14日 | 30   | 香港 | 愛美麗狂想曲   | 陳豪、李佳芯、蕭正楠、陳瀅、曹永廉、 譚凱琪、楊詩敏、姚嘉妮、朱智賢、劉溫馨                    | 關頌玲 黎家明        | 羅永賢        | myTV Gold原創劇                                         |
| 12月28日 | 20   | 香港 | 堅離地愛堅離地 | 張振朗、龔嘉欣、劉佩玥、陳智燊、黃心穎、 謝東閔、丁子朗、胡楓、李國麟、呂珊                    | 彭美鳳               | 吳冠宇        | myTV Gold原創劇                                         |

## 2021年
| 首播日期 | 集數 | 來源 | 劇名         | 主演                                                                                                   | 編審               | 監製               | 備註                                            |
| 1月25日  | 30   | 中港 | 陀槍師姐2021 | 宣萱、陳豪、滕麗名、羅子溢、許紹雄、 洪永城、鄧佩儀、鄭俊弘、海俊傑、關曜儁、 李成昌、盧宛茵           | 蔡婷婷 冼少玲      | 方駿釗             | 企鵝影視合拍劇                                  |
| 4月16日  | 8    | 香港 | 欺詐劇團     | 鄭丹瑞、敖嘉年、蔣家旻、張秀文、林秀怡、 林偉、劉頌鵬、王灝兒、張達倫、鄭俊弘、 邵珮詩                 | 陸谷 傅玉成        | 潘嘉德             | 外判劇 myTV Gold原創劇                          |
| 4月23日  | 30   | 香港 | 智能愛人     | 李佳芯、陸永、馮盈盈、麥美恩、盧宛茵、 蔣志光、泰臣、Ｃ君、簡淑兒                                      | 陳翹英             | 陳翹英 梁崇勳      | 外判劇 myTV Gold原創劇 前名《智能愛(AI)人》     |
| 5月24日  | 20   | 香港 | 一笑渡凡間   | 蕭正楠、湯洛雯、沈震軒、簡淑兒、陳秀珠、 張達倫、蔣家旻、文雪兒、江欣燕、杜燕歌、 魯振順、阮兒         | 林少枝             | 王偉仁             | myTV Gold原創劇                                 |
| 6月15日  | 25   | 中港 | 刑偵日記     | 惠英紅、王浩信、姜皓文、袁偉豪、黃智雯、 黎諾懿、王敏奕、戴祖儀、陳煒、菊梓喬、 連詩雅、馬貫東、傅嘉莉 | 朱鏡祺 劉小群      | 關樹明             | 優酷合拍劇                                      |
| 7月23日  | 20   | 香港 | 食腦喪Ｂ     | 何廣沛、江嘉敏、蔣志光、朱智賢、林凱恩、 郭子豪、方紹聰                                                | 關頌玲 冼翠貞 李昊 | 吳冠宇             | myTV Gold原創劇                                 |
| 10月18日 | 25   | 香港 | 星空下的仁醫   | 鄭嘉穎、馬國明、鍾嘉欣、周家怡、羅子溢、 龔慈恩、海俊傑、陳自瑤、郭少芸、何依婷、 張寶兒               | 潘漫紅 孫浩浩      | 方浤酌             | 前名《兒科醫生》、《兒童醫院》 邁向55週年台慶劇 |
| 12月8日  | 13   | 香港 | 凶宅清潔師   | 洪永城、李成昌、傅嘉莉、鄭俊弘、Ｃ君                                                                   | 盧思麟 Ｃ君        | 盧思麟 Ｃ君 洪永城 | myTV Gold原創劇 「勞詩動眾」媒體製作公司合拍    |
| 12月20日 | 20   | 香港 | 異搜店       | 何廣沛、陳曉華、吳業坤、曹永廉、林漪娸、 麥秋成、李成昌、黎燕珊                                        | 張世昌             | 梁耀堅             | myTV Gold原創劇                                 |

## 2022年
| 首播日期 | 集數 | 來源 | 劇名       | 主演 | 編審               | 監製   | 備註                                                     |
| 4月4日   | 20   | 香港 | 金宵大廈2  | 陳山聰、李施嬅、趙希洛、胡鴻鈞、張彥博、 伍詠薇、鄭子誠、曾展望、蘇皓兒、韋家雄、 林子善、黃子雄、樊亦敏 | 羅佩清             | 葉鎮輝 | 優酷合拍劇                                               |
| 4月29日  | 10   | 香港 | 富貴千團   | 湯洛雯、黃庭鋒、蔣志光、歐陽偉豪、張寶兒、 姚宏遠                                                        | 杜瑞榕 辛雅 郭建樂 | 關文深 | 與埋堆堆同步首播 外判劇（TVB New Wings） myTV Gold原創劇 |
| 7月25日  | 30   | 中港 | 白色強人II | 郭晉安、馬國明、陳豪、胡定欣、唐詩詠、 張曦雯、蔣志光、韋家雄、徐肇平、姜麗文、 張達倫、劉溫馨           | 黃偉強             | 羅永賢 | 優酷合拍劇                                               |

## 2023年
| 首播日期 | 集數 | 來源 | 劇名             | 主演                                                                                             | 編審 | 監製 | 備註            |
| 4月23日  | 6    | 美國 | Cross My Mind    | 陳凱琳、陳明憙、胡渭康                                                                           |      |      | myTV Gold原創劇 |
| 8月19日  | 10   | 港日 | 東京愛情動作故事 | 陳啟榮、羽田愛、天使萌、古川伊織、八掛海、Mihiro、楪可憐、相澤南、山手梨愛、河北彩花、桃乃木香奈 |      |      | myTV Gold原創劇 |